# Jens-Fietje Dwars
Jens-Fietje Dwars (* 2. August 1960 in Weißenfels) ist ein deutscher Autor, Dokumentarfilmer und Organisator von Ausstellungen.
Dwars studierte Philosophie an der Universität Breslau, der Humboldt-Universität sowie der Universität Jena. Er promovierte 1987 mit dem Thema „Geschichtsphilosophie und Anthropologie bei Ludwig Feuerbach“ und war dann bis 1992 Germanistik-Assistent an der Universität Jena. Anschließend war er arbeitslos und schulte um zum Referenten für Werbung, Marketing und Öffentlichkeitsarbeit. Seit dem Jahr 2000 lebt Dwars in Jena als freischaffender Autor und Herausgeber und organisiert Ausstellungen. Er schrieb die Texte für fünf Dokumentarfilme und führte bei drei dieser Filme Regie.
Gemäß seiner Homepage unterhielt er von 1979 bis 1989 Kontakte zum Ministerium für Staatssicherheit der DDR (MfS) und arbeitet dies seit 1992 schriftstellerisch auf.
Seit 2005 ist Dwars Herausgeber und Gestalter der Edition Ornament, seit 2013 auch der Weißen Reihe im quartus-Verlag von Detlef Ignasiak (Bucha bei Jena). Zudem ist er seit 2005 Redakteur der Literaturzeitschrift Palmbaum – Literarisches Journal aus Thüringen ebenda.

## Werke
- Das Weimarische Karneval. Anmerkungen zu Goethe & Co., quartus Verlag, Jena 2008, ISBN 9783936455663
- Charivari. Essays, Glossen und andere Merkwürdigkeiten, Wartburg Verlag, Weimar 2008, ISBN 9783861603252
- Und dennoch Hoffnung. Peter Weiss. Eine Biografie, Aufbau Verlag, Berlin 2007, ISBN 3351026374
- Die alte Kuh und das Meer. Geschichten aus einem abgelegten Land, quartus Verlag, Jena 2006, ISBN 3936455414
- Mit Lichtbehagen. Der Jenaer Goethe, quartus Verlag, Jena 2003, ISBN 3936455201
- Zarathustras letzte Wiederkehr. Aus den Papieren von Johann Friedrich Querkopf, quartus Verlag, Jena 2000, ISBN 3931505847
- Abgrund des Widerspruchs. Das Leben des Johannes R. Becher, Aufbau Verlag, Berlin 1998, ISBN 3351024576

## Auszeichnungen
- Stipendium der Alexander von Humboldt-Stiftung (1992)
- Stipendium der Stiftung Kulturfonds der neuen Bundesländer (1999, 2002, 2004)
- Stipendium der Thüringer Kulturstiftung (2005/06, 2008)
- Adolf-Grimme-Sonderpreis (2001, 2004)